# Jungfrauen-Reinigungsmythos
Der Jungfrauen-Reinigungsmythos (auch bekannt als Jungfrauen-Heilungsmythos, Jungfrauen-Vergewaltigungsmythos oder Jungfrauenmythos (engl. Virgin rape myth / virgin cleansing myth)) ist der irrtümliche Glaube, dass man sich durch Sex mit einer Jungfrau von HIV/AIDS oder anderen sexuell übertragbaren Krankheiten heilen kann.
Die Anthropologin Suzanna Leclerc-Madlala gab an, dass dieser Mythos ein Faktor ist, der zu Vergewaltigungen von Kindern in Südafrika beiträgt.  Nicht nur junge Mädchen, sondern auch „Blinde, Taube, Behinderte und psychisch Kranke“ werden vergewaltigt, weil davon ausgegangen wird, dass sie Jungfrauen sind.

## Geschichte
Der Mythos kam zuerst im 16. Jahrhundert in Europa auf. Im 19. Jahrhundert verbreitete er sich stark im viktorianischen England. Es wurde angenommen, dass Syphilis und Gonorrhö unter anderem darüber geheilt werden können. Die genaue Herkunft ist nicht eindeutig feststellbar. Die Historikerin Hanne Blank schrieb, dass der Mythos wahrscheinlich aus christlichen Legenden von jungfräulichen Märtyrerinnen entstammte. Ihre Reinheit diente dazu, sich vor Dämonen zu beschützen. 

## Vorkommen
Eine Umfrage durch die Universität von Südafrika in Südafrika ergab, dass 18 Prozent der Arbeiter glaubten, dass man durch Sex mit einer Jungfrau HIV/AIDS heilen könnte. Eine ältere Studie aus dem Jahr 1999 in Gauteng ergab, dass dort 32 Prozent der Teilnehmer der Umfrage an den Mythos glaubten.
Nach Aussage von Betty Makoni vom Girl Child Network in Simbabwe wird der Mythos von Wunderheilern weiterverbreitet. Sie geben HIV-positiven Männern den Ratschlag, sich durch Sex mit Jungfrauen zu heilen. In Simbabwe glauben einige Leute, dass das Blut der Jungfrau, welches bei der Vergewaltigung hervortritt, das Blut der infizierten Person von dem Virus reinigt.
Im Jahre 2002 schrieb der Psychologe Earl-Taylor, dass der Jungfrauen-Vergewaltigungsmythos den starken Anstieg von Kindervergewaltigungen in Südafrika erkläre. Denn in diesem Land besteht gleichzeitig eine HIV/AIDS-Epidemie. Nach Aussagen von UNICEF ist der Mythos indirekt für die Vergewaltigung von hunderten von Mädchen verantwortlich.
Es ist jedoch nicht genau bekannt, wie verbreitet der Mythos tatsächlich ist und wie viele Vergewaltigungen deswegen begangen werden. Die Behauptung, dass durch den Mythos die Infektionsrate mit HIV steige oder mehr Kinder missbraucht würden, wird von den Wissenschaftlern Rachel Jewkes und Helen Epstein bestritten, sowie durch Forschungsergebnisse zu Sexualstraftätern in Malawi, bei denen kein Zusammenhang zwischen den Straftaten und dem Mythos gefunden werden konnte.

## Bedeutung von Bildung
Ignoranz in Bezug dazu, wie HIV übertragen wird, ist eine große Hürde vor dem Versuch der Eindämmung der Epidemie in vielen afrikanischen Ländern.
Bildung kann helfen, die Verbreitung der Krankheit einzudämmen. Außerdem hilft sie dabei, den Mythos in Vergessenheit geraten zu lassen. Frauen wie Betty Makoni setzen sich so öffentlich für mehr Bildung in dem Bereich ein, damit weniger Menschen an den Mythos glauben.
Nach Angaben von UNICEF wird der Mythos durch traditionelle Geschlechterrollen verstärkt. Dies passiert dadurch, dass Mädchen einerseits als unschuldig gelten und nicht dazu angehalten werden, sich weiterzubilden oder Informationen zum Thema zu suchen. Andererseits wird promiskuitives Verhalten von Männern akzeptiert oder gar gefördert. Andere kulturelle Einflüsse, wie dass Mädchen oft dazu gedrängt werden, ältere Männer zu heiraten, erhöhen ebenfalls das Risiko der HIV-Übertragung. Das Stigma rund um AIDS macht es vielen Menschen schwer, sich Hilfe bei Beratungsorganisationen zu suchen. Dadurch wissen viele Leute nicht, ob sie infiziert wurden, und verbreiten schlimmstenfalls die Krankheit weiter.

## In den Medien
Der Mythos wird in dem Broadway-Musical The Book of Mormon aufgegriffen. Die Nebenfigur des Mattumbo wird davon abgehalten, ein Baby zu vergewaltigen, um sich von AIDS zu heilen. In dem Song Making Things Up Again sagt der Älteste Cunngingham zu Mattumbo wiederholt, dass es gegen den Willen Gottes ist, Babys zu vergewaltigen. Er erfindet ebenfalls einen neuen Abschnitt im Buch Mormon, in dem Gott Joseph Smith sagt, dass er stattdessen Sex mit einem Frosch haben sollte, um sich von AIDS zu heilen.